# Fatima Mokhtari
Pour les articles homonymes, voir Mokhtari.
Fatima Ahlem Mokhtari, née le 14 juin 1999, à El Bayadh, est une gymnaste artistique algérienne.

## Carrière
Elle est la seule représentante algérienne en gymnastique artistique aux Jeux olympiques de la jeunesse d'été de 2014 à Nankin.
Elle est médaillée de bronze par équipes junior aux Championnats d'Afrique de gymnastique artistique 2014.
Elle obtient la médaille de bronze par équipes aux Jeux africains de 2015.
Aux Championnats d'Afrique de gymnastique artistique 2016 ainsi qu'aux Championnats d'Afrique de gymnastique artistique 2018, elle est médaillée de bronze par équipes,.
Elle est médaillée d'argent par équipes aux Jeux africains de 2019.